# Великое (озеро, Ярославская область)
Вели́кое — озеро в Некрасовском районе Ярославской области России.
В озеро впадает река Ешка (с запада) и протоки из озёр Кухло (с юга) и Согожского (с востока); вытекает река Келноть (с юга), впадающая в Волгу. Площадь водоёма — 1,56 км²; площадь водосбора — 90,7 км².
К северу от озера расположены сельские населённые пункты (с запада на восток): Рождественное, Макарово, Щукино и Бутово.

## Данные водного реестра
По данным государственного водного реестра России относится к Верхневолжскому бассейновому округу, водохозяйственный участок реки Волги от Рыбинского гидроузла до города Костромы, без реки Костромы от истока до водомерного поста у деревни Исады, речной подбассейн реки Волги ниже Рыбинского водохранилища до впадения Оки. Речной бассейн реки (Верхней) Волги до Куйбышевского водохранилища (без бассейна Оки).
Код объекта в государственном водном реестре — 8010300211110000005726.